# Messiah (série télévisée, 2020)
Ne doit pas être confondu avec Messiah (série télévisée).
Pour les articles homonymes, voir Messiah (homonymie).

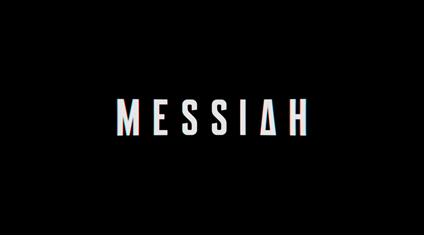
Capture d'écran titre Messiah

Messiah, ou Messie au Québec, est une série télévisée américaine en dix épisodes d'environ 45 minutes créée par Michael Petroni et mise en ligne le 1er janvier 2020 sur Netflix.

## Synopsis
La série se concentre sur la réaction du monde à l'apparition, au Moyen-Orient, d'un homme semblant prétendre être le Messie, de retour sur terre en préfiguration de la fin eschatologique du monde. Ses apparents miracles suscitent rapidement un immense intérêt pour lui, mais est-il vraiment celui qu'il prétend être?

## Distribution

### Acteurs principaux
- Mehdi Dehbi (VF : lui-même) : Al-Massih (Payam Goslshiri)
- Tomer Sisley (VF : lui-même) : Aviram Dahan
- Michelle Monaghan (VF : Ingrid Donnadieu) : Eva Geller, officier de la CIA
- John Ortiz (VF : Guillaume Lebon) : Felix Iguero
- Melinda Page Hamilton (VF : Rafaèle Moutier) : Anna Iguero
- Stefania LaVie Owen (VF : Camille Timmerman) : Rebecca Iguero
- Jane Adams (VF : Françoise Cadol) : Miriam Keneally
- Sayyid El Alami  : Jibril Medina
- Fares Landoulsi  : Samir
- Wil Traval (VF : Adrien Antoine) : Will Mathers

### Acteurs secondaires
- Philip Baker Hall (VF : Hervé Jolly) : Kelman Katz
- Beau Bridges (VF : Bernard Bollet) : Edmund DeGuilles
- Hugo Armstrong (VF : Olivier Cordina) : Ruben
- Barbara Eve Harris (VF : Marie Bouvier) : Katherine Balley
- Nimrod Hochenberg : Israel
- Emily Kinney (VF : Karine Foviau) : Staci Kirmani
- Jackson Hurst (VF : Stéphane Fourreau) : Jonah Kirmani
- Nicole Rose Scimeca (VF : Clara Soares) : Raeah Kirmani
- Ori Pfeffer : Alon
- Kenneth Miller : Larry
- Assad Bouab (VF : lui-même) : Qamar Maloof
- Dermot Mulroney (VF : Bruno Choel) : le président Young
- Rona-Lee Shim'on (VF : Olivia Luccioni) : Mika
- Michael O'Neill (VF : Philippe Catoire) : Cameron Collier
- Iqbal Theba (VF : Marc Saez) : Danny Kirmani
- Siddiq Saunderson (VF : Mike Fédée) : Keon Woods
- Poorna Jagannathan (VF : Christine Braconnier) : Sanjana Mirza
- Jamil Khoury : le chef de milice

 Source et légende : version française (VF) sur RS Doublage

## Production

### Développement
Le 17 novembre 2017, on annonce que Netflix a donné carte blanche à la première saison contenant dix épisodes. La série est créée par Michael Petroni qui est également producteur délégué et showrunner. Andrew Deane, James McTeigue, Mark Burnett et Roma Downey sont producteurs délégués. Les sociétés Industry Entertainment et LightWorkers Media participent à ce projet.
Alors qu'une deuxième saison était prévue, la pandémie de Coronavirus a contraint les producteurs à annuler la série.

### Distribution
En janvier 2018, on révèle que John Ortiz, Tomer Sisley et Mehdi Dehbi sont engagés dans la série télévisée. En mai 2018, on annonce que Michelle Monaghan est également prise, En juin 2018, on annonce que Melinda Page Hamilton, Stefania LaVie Owen, Jane Adams, Sayyid El Alami, Fares Landoulsi et Wil Traval se joignent aux acteurs. Dans le même mois, on apprend que Beau Bridges et Philip Baker Hall participent également à la série.

### Tournage
Le tournage a lieu de juin à août 2018 à Amman en Jordanie, ainsi qu’à Albuquerque, Mountainair, Estancia, Belen, Santa Fe et Clines Corners au Nouveau-Mexique,.

### Fiche technique
Sauf indication contraire, les informations mentionnées dans cette section peuvent être confirmées par la base de données cinématographiques IMDb,  présente dans la section « Liens externes ».
- Titre original : Messiah
- Création : Michael Petroni
- Casting : Libby Goldstein et Junie Lowry-Johnson
- Réalisation : James McTeigue et Kate Woods
- Scénario : Michael Bond, Amy Louise Johnson, Michael Petroni, Kelly Wiles, Eoghan O'Donnell, Bruce Marshall Romans, Brandon Guercio et Emily Silver
- Musique : Johnny Klimek et Gabriel Isaac Mounsey
- Direction artistique : Willie Blanchard, Scott Cobb, Gregory G. Sandoval, Todd Smythe, Nasser Zoubi et Tarnia Nicol
- Décors : Cece Destefano et Hugh Bateup
- Costumes : Justine Seymour
- Photographie : Danny Ruhlmann
- Montage : Martin Connor et Joseph Jett Sally
- Production : Brandon Guercio et David Nicksay

Production déléguée : Mark Burnett, Andrew Deane, Roma Downey, James McTeigue et Michael Petroni
- Société de production : Industry Entertainment, Lightworkers Media
- Société de distribution : Netflix
- Pays d’origine :  États-Unis
- Langues originales : anglais, arabe, hébreu
- Format : couleur - 4K (16/9 UHDTV en gamme dynamique)
- Genres : thriller, drame
- Durée : 38–56 minutes
- Date de sortie :
  - Monde : 1er janvier 2020 sur Netflix

## Épisodes
1. Celui qui a des oreilles (He That Hath an Ear)
2. Révolte (Tremor)
3. Le Doigt de Dieu (The Finger of God)
4. Procès (Trial)
5. En voyant, ils ne voient point (So That Seeing They May Not See)
6. Nous ne mourrons pas tous (We Will Not All Sleep)
7. Une chose arrive sans que le Seigneur l'ait ordonnée (It Came to Pass as It Was Spoken)
8. Un acte divin (Force Majeure)
9. Dieu est grand (God Is Greater)
10. Le Salaire du péché (The Wages of Sin)

## Accueil

### Critiques
Aux États-Unis
Pour Daniel Fienberg du The Hollywood Reporter, « Mehdi Dehbi, dont l'interprétation repose au moins à 75 % sur les pommettes et la barbe taillée en dépit du bon sens, semble avoir reçu comme principale indication de jeu : "Soyez plus béatifique !" C'est une divinité de catalogue de prêt-à-porter Abercrombie, et pourtant personne ne s'arrête pour lui demander : "Avez-vous été recruté comme figurant par Central Casting ? » (…) « Concernant toutes les tentatives visant à nous faire ressentir l'intensité de la fin du monde, peu sont mémorables. Tomer Sisley et Michelle Monaghan jouent leur scepticisme du mieux qu'ils peuvent. Je suppose. » (…) « en dehors de son manque d'originalité et de qualité, il s'agit d'une série qui a tout à fait sa place sur Netflix »,, de même que pour Daniel D'Addario du Variety, « tout cela est fade et sans nuance, comme pour empêcher toute lecture métaphorique ou symbolique ; on vibre peu et le mystère est très léger, comme si le but était de rendre Messiah la plus crédible possible »,.
En France
Pour Charles Martin de Première, la série se résume à « un passionnant thriller théologique et géopolitique ». Pour Stéphanie Guerrin et Marie Poussel du Parisien, c’est un « thriller addictif, Messiah s'appuie sur un personnage central crédible grâce à la performance du Belge Mehdi Dehbi et des dialogues qui, dans une même conversation, passent de l'hébreu à l'anglais et l'arabe ». En revanche, pour Pierre Langlais de Télérama, c’est « intrigant mais assez creux, et imprégné d’une ambiguïté gênante ». Pour Léa Bodin du site Allociné, « bien que le charisme de Mehdi Dehbi dans le rôle d'un possible Jésus 2.0 reste à confirmer, les acteurs sont plutôt convaincants et on a envie de laisser une chance à cette série qui s'annonce plutôt bien ficelée ».
En Suisse
Pour Nicolas Dufour du Temps, « le jeu se révèle plutôt plaisant (…) Reste que la posture relativiste du scénariste ramène Messiah à une forme d’exercice de style assez vain. Ou, si l’on veut se faire plus soupçonneux, on a affaire à une machine à ramdam, un appareil à brasser l’air en faveur d’un Netflix qui a besoin de tels ventilateurs pour rester au-devant des papillonnements mondiaux à propos des séries ».

### Polémiques
La bande annonce reçoit de nombreux commentaires négatifs de la part des musulmans sunnites sur Twitter en raison des similitudes du personnage interprété par Mehdi Dehbi ʿĪsā et la conception musulmane de l'Antichrist al-Masîh al-Daajjâl.
La Jordanie demande à retirer la diffusion de cette série sur son territoire, bien qu'une partie du tournage s'y soit déroulée avec l'autorisation de la Royal Film Commission du pays ; la Jordanie précise par ailleurs un refus d'un éventuel accueil d'une saison 2 sur son territoire car « certains éléments de la série pourraient être perçus ou interprétés comme une atteinte au caractère sacré de la religion islam, ce qui pourrait aller à l’encontre des lois du Royaume ».